# Robert Daniel Carmichael
Robert Daniel Carmichael [róbert dênijel kármajkl], ameriški matematik, * 1. marec 1879, Goodwater, Alabama, ZDA, † 2. maj 1967, Merriam, Kansas, ZDA.

## Življenje in delo
Carmichael velja za enega vodilnih ameriških matematikov svojega časa. Diplomiral je na Kolidžu Lineville leta 1898. Na Univerzi Princeton je leta 1911 doktoriral pod mentorstvom Birkhoffa z dizertacijo Linearne diferenčne enačbe in njihove analitične rešitve (Linear Difference Equations and their Analytic Solutions). Njegova dizertacija velja za prvi pomembnejši ameriški prispevek k teoriji diferencialnih enačb. Med letoma 1911 in 1915 je kot docent poučeval matematiko na Univerzi Indiane v Bloomingtonu, nato pa med letoma 1915 in 1947 na Univerzi Illinoisa (Urbana - Champaign). Carmiachael je najbolj znan po svojih delih iz teorije števil in raziskovanju značilnosti praštevil, še posebej Carmichaelovih števil, podmnožice Fermatovih psevdopraštevil, števil, za katera velja Fermatov mali izrek, in niso praštevila, domnevi o Eulerjevi funkciji φ, izreku o Fibonaccijevih številih in Carmichaelovi funkciji. Leta 1910 je našel prvo in najmanjše Carmichaelovo število, 561. Več kot 50 let kasneje so dokazali, da obstaja neskončno mnogo takšnih števil.
Carmichael je vejetno prvi opisal Steinerjev sistem S(5,8,24), strukturo, ki jo velikokrat pripisujejo Ernstu Wittu.
Na Univerzi Indiane se je ukvarjal s posebno teorijo relativnosti.
V letu 1914 je napisal monografsko delo Teorija števil (The Theory of Numbers) in leta 1915 delo s področja teorije diofantskih enačb Diofantska analiza (Diophantine Analysis).

## Dela
- Robert Daniel Carmichael, Teorija relativnosti (The Theory of Relativity), 1. izdaja, John Wiley & Sons, Inc., New York 1913, pp. 74.
- Robert Daniel Carmichael, Teorija števil (The Theory of Numbers), John Wiley & Sons, Inc., New York 1914, pp. 94. Projekt Gutenberg
- Robert Daniel Carmichael, Diofantska analiza (Diophantine Analysis), 1. izdaja, John Wiley & Sons, Inc., New York 1915, pp. 118. Projekt Gutenberg
- Robert Daniel Carmichael, Teorija relativnosti (The Theory of Relativity), 2. izdaja, John Wiley & Sons, Inc., New York 1920, pp. 112.
- Robert Daniel Carmichael, uvod William Lowe Bryan, Razprava o teoriji relativnosti (A Debate on the Theory of Relativity), Open Court Pub. Co., Chicago 1927, pp. 154.
- Robert Daniel Carmichael, James H. Weaver, Infinitezimalni račun (The Calculus), Ginn & Company, Boston/New York 1927, pp. 345.
- Robert Daniel Carmichael Logika odkritja (The Logic of Discovery), Open Court Publishing Co., Chicago/London 1930, pp. 280; ponatisnjeno Arno Press, New York 1975.
- Robert Daniel Carmichael, Edwin R. Smith, Matematične razpredelnice in enačbe (Mathematical Tables and Formulas), Ginn & Company, Boston 1931, pp. 269; ponatisnjeno Dover Publications, Inc., New York 1962.
- Robert Daniel Carmichael, James H. Weaver, Lincoln La Paz, The Calculus, predelana izdaja, Ginn & Company, Boston/New York 1937, pp. 384.
- Robert Daniel Carmichael, Uvod v teorijo grup s končnim redom (Introduction to the Theory of Groups of Finite Order), Ginn & Company, Boston/New York 1937, pp. 447; ponatisnjeno Dover Publications, Inc., New York 1956.